# شومی اوکاوا

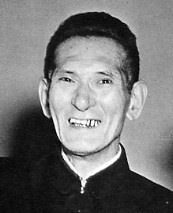
اوکاوا شومِی

اوکاوا شومِی (به ژاپنی: 大川 周明) نویسنده، اسلام‌پژوه و یکی از مترجمان قرآن به زبان ژاپنی.

## زندگی
اوکاوا در ۶ دسامبر سال ۱۸۸۶ در ساکاتا، درمنطقه یاماگاتا در ژاپن به دنیا آمد. در ۱۹۱۱ در دانشکده ادبیات در دانشگاه سلطنتی ژاپن پذیرفته شد و در آنجا با فلسفه شرقی و فلسفه هندو آشنا شد.
در ۱۹۱۸ در شرکت راه‌آهن جنوب منچوری که یک شرکت ملی ژاپنی بود، مشغول به کار شد. او به همراه ایکی کیتا باشگاه و گروه بحث سیاسی یوزوشا را تأسیس کرد.

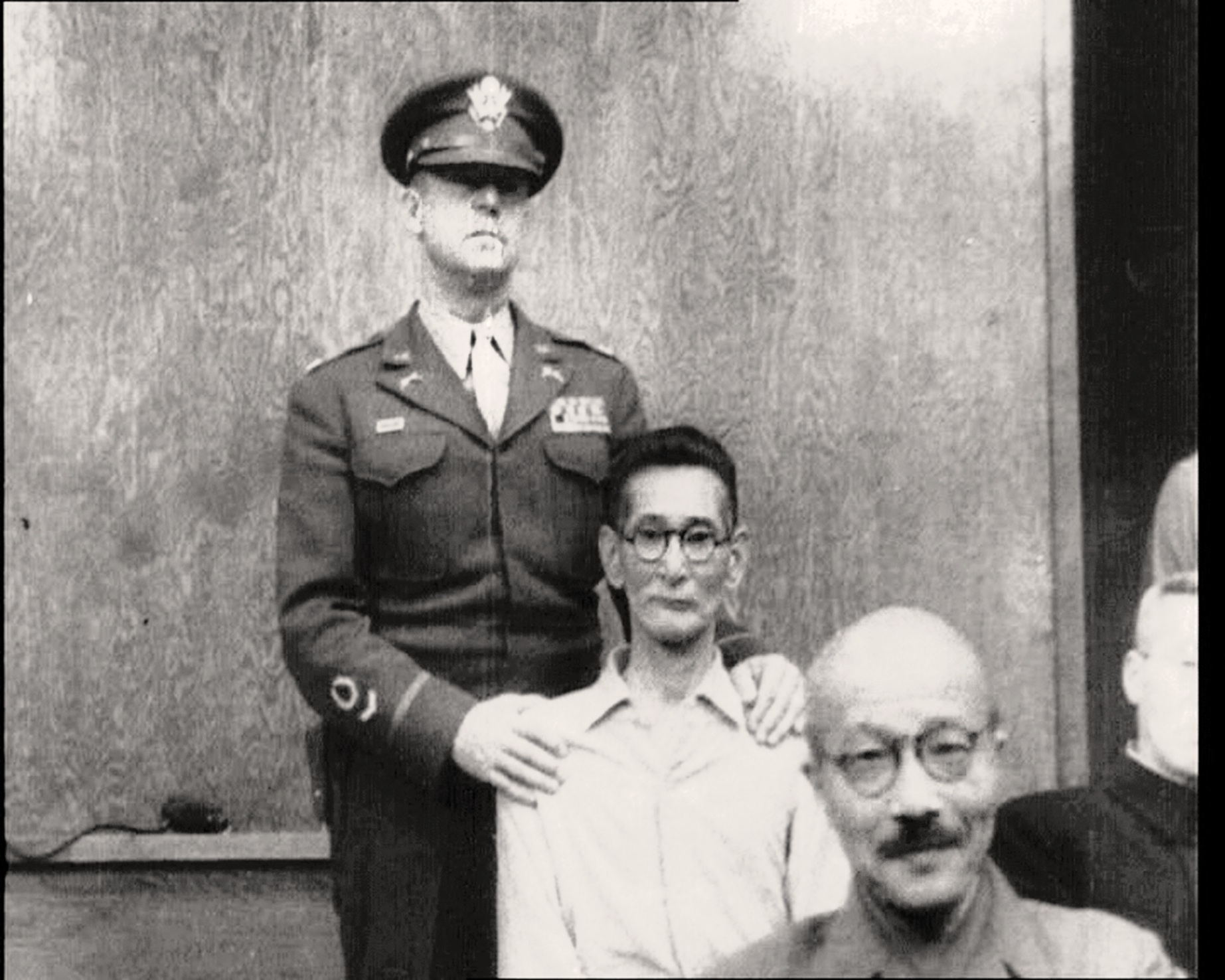
اوکاوا در دادگاه

اوکاوا از طرفداران دستیابی به «استقلال ملی آسیا» بود. با شکست ژاپن در جنگ جهانی دوم و استقرار نیروهای متفقین که توسط آمریکا سازماندهی می‌شد، اوکاوا به اتهام همکاری در جنگ دستگیر شد و به زندان افتاد. در نخستین روز محاکمه او در دادگاه نظامی بین‌المللی شرق آسیا، رفتاری غیر عادی از خود نشان داد و طی آزمایش‌هایی که از سوی پزشکان آمریکایی و ژاپنی از وی به عمل آمد، گفته شد که وی به نوعی بیماری روانی مبتلا شده‌است. سرانجام محاکمه او به بعد از معالجه‌اش در بیمارستان موکول شد و در نهایت آن هم بی‌نتیجه ماند.

## ترجمه قرآن
اوکاوا در سی سالگی کار ترجمه قرآن را آغاز کرد. ترجمه او به صورت پیوسته تا سوره توبه در یک مجله محلی به چاپ می‌رسید. او در سال ۱۹۴۲ کتابی تحت عنوان «آشنایی با اسلام» منتشر ساخت. اوکاوا پس از گذراندن دوران نقاهت در بیمارستان و بهبودی نسبی، به مدت دو سال وقت خود را صرف ترجمه قرآن کرد که این ترجمه در سال ۱۹۵۰ به چاپ رسید.

## درگذشت
اوکاوا در ۲۴ دسامبر ۱۹۵۷ درگذشت.